# Svia
Svia är en by i Vaksala socken, ca 3 km öster om Uppsalas centrum, med gamla anor. Byn gränsar i norr till Norrhällby och i söder till byn Skölsta, där museijärnvägen Lennakatten passerar. Den är i dag föremål för betydande utbyggnad med moderna villor. Vid SCB:s ortsavgränsning 2020 avgränsades här en småort.
Ortnamnsforskaren Jöran Sahlgren resonerar i uppsatsen Sveaväldets uppkomst år 1930, (publicerad 1931 i Namn o bygd), sig fram till att "svearnas urhem" fanns i byn Svia, där namnet tolkades som "svearnes by". Härifrån hade Sveariket växt fram genom det naturliga urvalets princip enligt Sahlgren, en teori som saknar övrigt stöd i forskningen. Han skriver bland annat i sitt arbete: "Anledningen till att invånarna i Svia by kunde vara i stånd till en maktutveckling, som skulle föra deras namn vida utanför Sveriges gränser, voro flera. I första rummet måste man räkna med att de tillhörde en härdad och kraftig ras. I andra rummet med deras militära organisationsförmåga, som särskilt satt spår i deras vittberömda ledungsväsen."
Tidigare forskning visar att byn benämnts Suiu (DR37, Jakobsen 1935 s 191f, Ståhl 1972 sp 482).